# Kodegandlu, Chintamani
Kodegandlu là một làng thuộc tehsil Chintamani, huyện Chikkaballapur, bang Karnataka, Ấn Độ.